# نشير
النَشِيْر أو القميص المُسَروَل هو لباس أحادي القطعة يغطي الجذع والمنفرج. وهو نوع مماثل لملابس السباحة أحادية القطعة أو بذلات الجسم، ولكنه عادةً ما يكون أكثر مرونة وشفافاً.